# Ekkehard Miersch
Ekkehard Miersch (* 4. Mai 1936 in Potsdam) ist ein deutscher ehemaliger Schwimmer und Olympiateilnehmer. Er startete für den SV Nikar Heidelberg.
Ekkehard Miersch wurde als Sohn des Modernen Fünfkämpfers Konrad Miersch geboren. Er gewann dreimal in Folge – 1956, 1957 und 1958 – die deutsche Meisterschaft über 100 m Rücken.
Über diese Strecke startete er bei den Olympischen Spielen 1956 in Melbourne. In 1:07,5 min wurde er 16. der Vorläufe und qualifizierte sich damit als letzter Schwimmer für das Halbfinale, in dem er trotz einer Steigerung auf 1:06,6 min ausschied.
1970 promovierte er an der Universität Heidelberg im Fach Physik.